# Denez Prigent
Vous lisez un « bon article » labellisé en 2010.
Pour les articles homonymes, voir Denez et Prigent.
Denez Prigent, aussi appelé Denez, né le 17 février 1966 à Santec dans le Finistère, est un auteur-compositeur-interprète français de chants en langue bretonne. Ses genres de prédilection sont le kan ha diskan, chant et contre-chant à danser et surtout la gwerz, chant dramatique racontant un fait historique ou un conte emprunté à la mythologie bretonne ou celtique.
Depuis ses débuts sur scène à seize ans, il s'est fait connaître en interprétant des chants traditionnels a cappella, puis en renouvelant la musique bretonne par des textes originaux accompagnés d'une musique mêlant instruments acoustiques et échantillons électroniques et, depuis quelques années, en se faisant accompagner par une instrumentation acoustique métissée (duduk arménien, violon à cornet manouche, cajón andalou, derbouka marocaine, tablas indiens, daf iranien, bendir…).
Auteur de sept albums studio, deux live ainsi que d'un best of, il donne régulièrement des concerts en France et dans d'autres pays. Depuis 2011, il tourne et publie sous le seul prénom de Denez.

## Biographie

### Débuts en famille

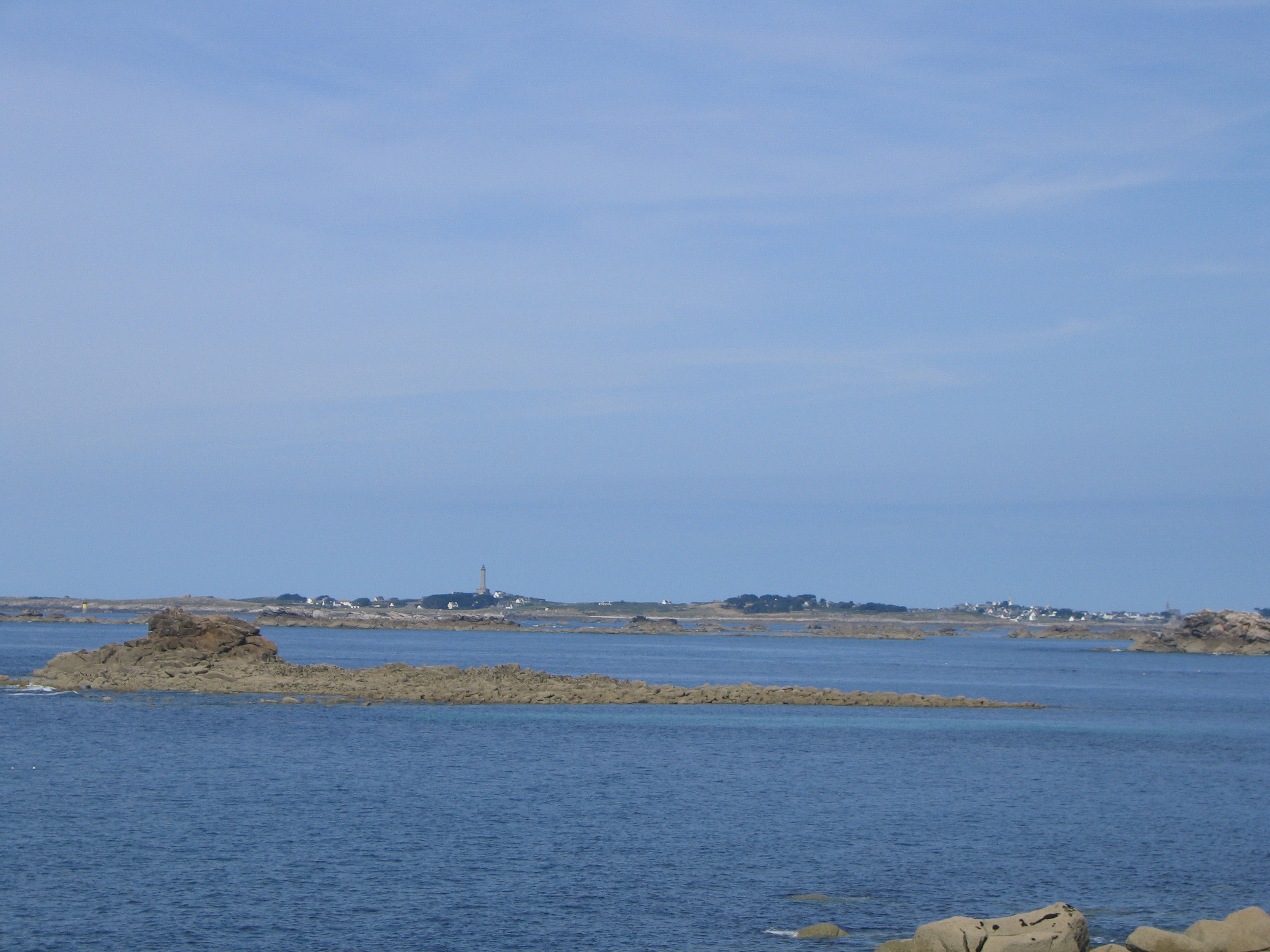
Les côtes rocheuses de Santec du côté de l'île de Sieck et l'île-de-Batz.

Son enfance est partagée entre les semaines passées chez son père au Relecq-Kerhuon, aux environs de Brest, qu'il assimile à « l'enfermement » ou « la prison », et les dimanches et week-ends chez sa grand-mère, à Santec dans le pays de Léon. Son père Henry Prigent[réf. souhaitée], instituteur, éduque son fils en français bien qu'il parle couramment breton, car il ne juge pas utile de transmettre cette langue. C'est donc chez sa grand-mère qu'il découvre la langue bretonne et son harmonie avec la nature et le chant, parfois écrit mais souvent spontané : « Elle chantait autant qu'elle parlait ». Croyant, la messe à Santec, où tout le village est présent et chante en breton, le marque également.
Émerveillé, il tombe éperdument amoureux du breton, qui lui vient « assez naturellement », en associant la voix de sa grand-mère aux paysages préservés qui l'entourent, face à l'île-de-Batz et sur « une côte découpée, déchirée, sauvage, un vent puissant ». Ces paysages suscitent chez lui l'envie de dessiner et de peindre la côte Nord d'un Léon où, une fois les instruments éradiqués par une Réforme catholique, ne demeurait plus qu'une tradition de chant.
Sa vie brestoise, dans une ville qui a perdu son âme bretonne après la guerre, est plutôt mal vécue car il ressent dans cette ville militaire un « côté déshumanisé, un peu angoissant (...) même si les gens étaient chaleureux ». Il découvre les sœurs Goadec lors de son premier fest-noz au Relecq-Kerhuon, âgé de moins de dix ans. Ce nouvel émerveillement est pour lui « une sorte d'Épiphanie, comme on dit, le vrai coup de foudre », qui l'amène à se rapprocher d'associations bretonnes. Tout en découvrant le répertoire traditionnel, il commence à composer des gwerzioù, comme celle du Plasenner, à propos des ouvriers agricoles qui vendaient leurs bras à la journée. Adolescent, il écoute Jacques Brel, à travers les albums et les prestations scéniques qui le bouleversent ; sa voix, son énergie sur scène entrent en résonance avec ses ressentis.
À quatorze ans, il est initié au kan ha diskan, chant en tuilage qui n'était plus pratiqué dans le Léon, par Alain Leclère,, un ancien élève de Manuel Kerjean, lui-même connu pour avoir formé d'autres chanteurs bretons, comme Erik Marchand. Denez Prigent et Alain Leclère tournent ensuite dans les fest-noz. Au centre d'art populaire breton de Brest, il suit les cours de kan ha diskan dispensés par Erwan Tangi. À partir de 1984, il chante en duo avec Alain Leclère dans des festoù-noz. En Centre-Bretagne, il découvre d'autres chanteurs, s'imprègne de leur rapport en harmonie avec leur terre et est sensible aux voix puissantes des chanteurs, paysans ou artisans pour la plupart qui, une fois sur scène, semblent possédés par le chant. Afin de trouver sa propre voie, il compose des mélodies et des chants à danser.

### Succès de ses prestations
Élève au lycée Kerichen à Brest, où il est moqué pour son accent, Denez Prigent préfère aux chansons à la mode de cette époque l'écoute de chants traditionnels sur son baladeur (kan ha diskan enregistrés à l'occasion de festoù-noz en Centre-Bretagne notamment) ou sur les vinyls qu'il achète. Denez Prigent poursuit un cursus en arts plastiques à l'université Rennes 2 Haute Bretagne, tout en continuant ses études du breton dans le département celtique de cette université. Denez Prigent y rencontre Stéphanie, une étudiante de lettres en 5e année, qui deviendra son épouse et manager. Elle sera celle qui lui fera « garder les pieds sur terre » face au succès.
En 1988, sa passion pour cette langue le pousse à devenir professeur de breton aux collège Beg Avel et lycée Paul Sérusier de Carhaix. Il y découvre à la médiathèque le Barzaz Breiz de Théodore Hersart de La Villemarqué, qui lui procure « un sentiment d'épiphanie ». Avec Donatien Laurent, il monte un plan pédagogique pour faire découvrir cette œuvre de collectage. À cette époque, il anime également l'émission en langue bretonne Sul, Gouel ha Bemdez sur Radio France Armorique (aujourd'hui France Bleu Armorique). Il profite de cette émission et de la notoriété de la radio pour ouvrir des portes et faire du collectage.
Denez Prigent participe au Kan ar Bobl, concours majeur de chant de Bretagne depuis 1973, et remporte plusieurs prix, notamment le premier prix de kan ha diskan en 1987, le premier prix de chant nouveau en breton en 1988 et le premier prix de chant traditionnel en 1990. Parallèlement, il est invité dans des festivals de musique traditionnelle tels que Les Tombées de la nuit, à l'occasion desquelles il participe à la création Les séries du compositeur contemporain serbe Alexandre Danmianovitch, le festival interceltique de Lorient, le festival de Cornouaille (Quimper), le festival Fisel (Rostrenen), le festival de la Saint-Loup (Guingamp), le festival Kann al Loar (Landerneau). La mairie de Rennes, ville qui vient, en 1991, de se jumeler avec Alma-Ata (Almaty), la principale ville du Kazakhstan, lui propose d'aller chanter dans le festival Voice of Asia, qui s'y déroule. Surpris par cette invitation, il écrit une chanson humoristique, Son Alma Ata, parue sur l'album Sarac'h, qui évoque l'incongruité pour un Breton d'être invité à chanter au Kazakhstan. Ce premier concert à l'étranger lui donne l'opportunité de découvrir le peuple kazakh, à l'époque intégré à l'Union des républiques socialistes soviétiques, et d'en tirer un parallèle avec le peuple breton.
En 1991, Denez Prigent abandonne l'enseignement ainsi que la radio pour se consacrer entièrement au chant. En collectant les paroles de chants traditionnels, il rencontre Eugénie Ebrel, née Goadec, l'une des sœurs Goadec, qui lui dicte Ti Eliz Iza, et sa fille Louise Ebrel qui décide de l'accompagner sur scène. Hervé Bordier, fondateur des Transmusicales de Rennes, lui ouvre les portes du monde rock, en le faisant chanter à L'Ubu, temple du rock rennais, en première partie des Shoulders, groupe texan très électrique.

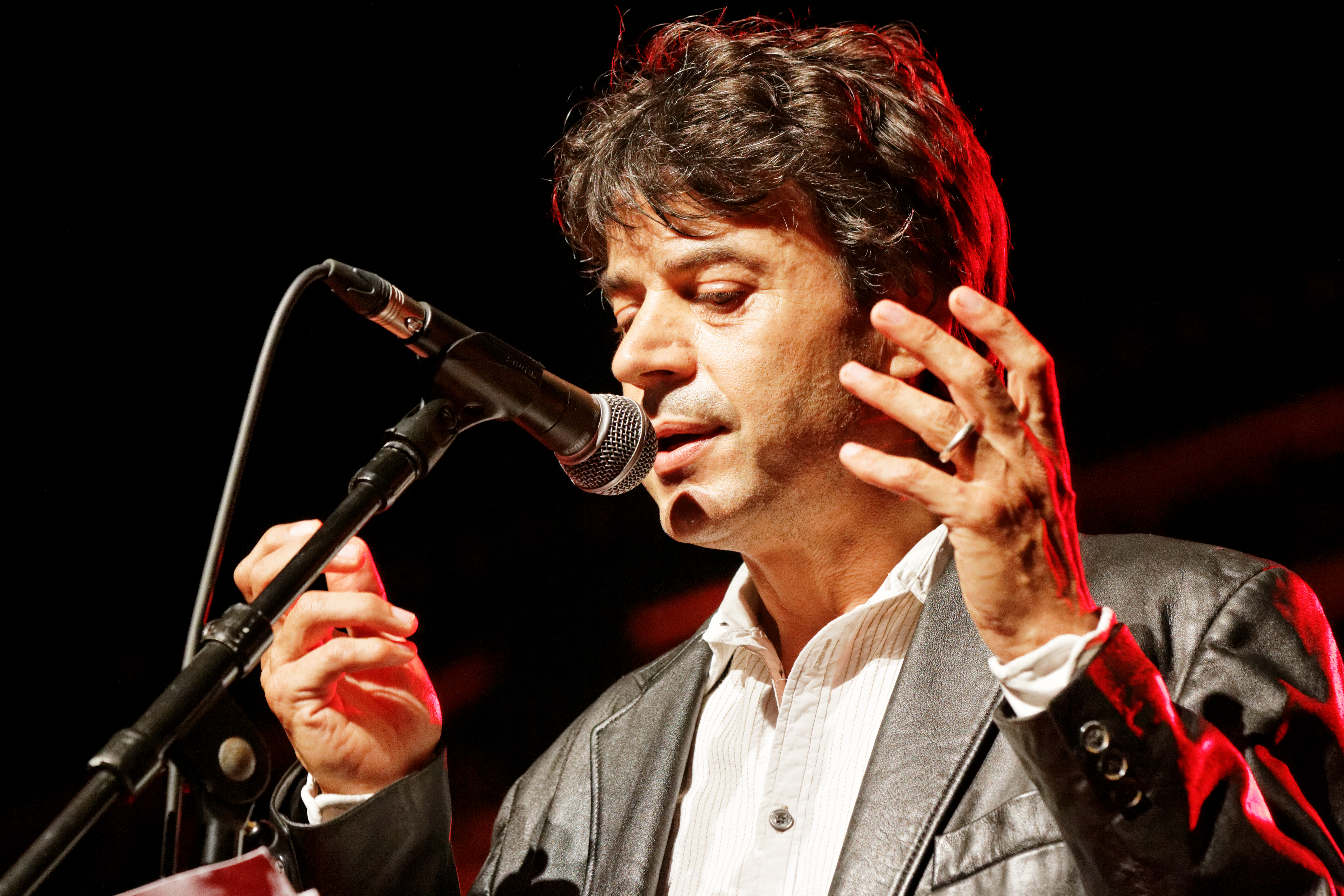
La prestance de l'artiste chantant a cappella aux TransMusicales de Rennes impressionne les festivaliers.

En décembre 1992, il chante a cappella aux Transmusicales de Rennes, entre le rappeur américain Me Phi Me et les rockers irlandais The Pale, devant un public rock non initié qui l'écoute dans un grand silence et lui fait une ovation,. La surprise est totale pour le public, les organisateurs et également pour le milieu de la musique bretonne qui n'accepte pas forcément la présence du chanteur sur une scène rock. Ce succès l'incite à mettre fin à sa participation au groupe Daouarn, avec lequel il animait ses premiers festoù-noz, pour donner la priorité aux concerts. Il participe alors au festival de Jazz de Montreux en Suisse, aux Francofolies, au Midem, au Printemps de Bourges, au Coup de cœur francophone (Québec), au festival Mitte Europa (Allemagne - Autriche - République tchèque), au festival Euromusica (Açores-Portugal), au festival Celtic Connection (Écosse), à l'Exposition internationale '98 (Portugal), ou encore au Festival Eastedvod (Pays de Galles).

### Premier albuma cappella
En 1993, il sort son premier album, Ar gouriz koar (« La ceinture de cire »), produit en collaboration avec le Rennais Hervé Bordier et le fondateur du label Silex Philippe Krümm. Ce titre évoque les récits du Barzaz Breiz, dans lesquels la ceinture de cire faisant trois fois le tour d'une étendue de terre apparaît à plusieurs reprises comme la récompense que l'on promet si l'on obtient une faveur particulièrement importante. Ce symbole apparaît dans la gwerz du XVIe siècle Ur vag a Vontroulez (Un bateau à Morlaix), que lui a transmise sa grand-mère, dans laquelle une jeune femme promet à Saint Jean une telle ceinture s'il sauve son fils du naufrage.
Ce premier disque, plus destiné à faire connaître l'artiste qu'à être commercialisé, rencontre un succès immédiat et se vend sans réelle promotion à près de 50 000 exemplaires. Les chants de ce premier album, généralement interprétés a cappella, sont traditionnels pour la plupart. Cependant, les anciens membres du groupe Storlok, Bernez Tangi et Denez Abernot, signent respectivement Plac'h Landelo et Gwerz ar vezhinerien, tandis que Gwerz an aksidan est de Denez Prigent lui-même. Dès ce premier album, il affirme sa fidélité aux deux principaux genres de chant breton : le kan ha diskan, chant au service de la danse, et la gwerz, arythmique, dans laquelle le chanteur doit faire passer les émotions en même temps que le récit d'un événement tragique.
Pour la production de l'album, Denez Prigent fait confiance à Philippe Krümm, « qui respecte l'artiste et son lieu d'origine », et son label Silex, qui « forme une sorte de carrefour musical où l'on peut croiser des artistes d'expression et de sensibilité très différentes. » Le chanteur signe ensuite avec la maison de disque Barclay pour laquelle il réenregistre entièrement son album solo pour une deuxième édition, qui sort en 1996 comme tous ses albums suivants. Le contenu de cette réédition est légèrement différent. La suppression de Gwerz Penmarc’h, Deuit Ganin et Son Marivonig laisse de la place pour d'autres titres traditionnels : Ar bugel koar, Ar goulenn, Biskoazh kement all ! et P'edon war bont an Naoned. On y trouve aussi Tio, tio, une berceuse inédite composée par Germain Horellou. La réédition est également l'occasion pour Denez Prigent d'adopter l'orthographe unifiée du breton (peurunvan).

### Rencontre avec la musique électronique
Sous l'influence de son épouse (également éditrice de ses œuvres), Denez Prigent se rend à la première rave party organisée à Rennes au Liberté, dans le cadre des Transmusicales 1992, et ce malgré ses a priori. Il y découvre une musique qui, comme la musique bretonne, est au service de la danse. Remarquant que la musique électronique est techniquement proche de la musique bretonne, par son rythme, ses mélodies répétitives et ses notes proches les unes des autres, il envisage dès lors de l'utiliser pour accompagner son chant.
Le 21 janvier 1994, Denez Prigent assure a cappella la première partie du nouveau spectacle de Stephan Eicher, au Zénith de Paris, durant quatre soirs, avec des retombées positives, de la part des 4 000 jeunes présents chaque soir mais aussi de l'artiste suisse, qui reste impressionné par la voix, sans comprendre la langue, mais en ressentant l'émotion, l'énergie et la concentration du jeune breton,. Juste après, il participe à la première Semaine de la chanson, organisée par Jean-Louis Foulquier, et, quelque temps plus tard, il se produit à Berlin, avant Julien Clerc et à Cannes lors du Midem devant la chanteuse de gospel Liz McComb, admirative.

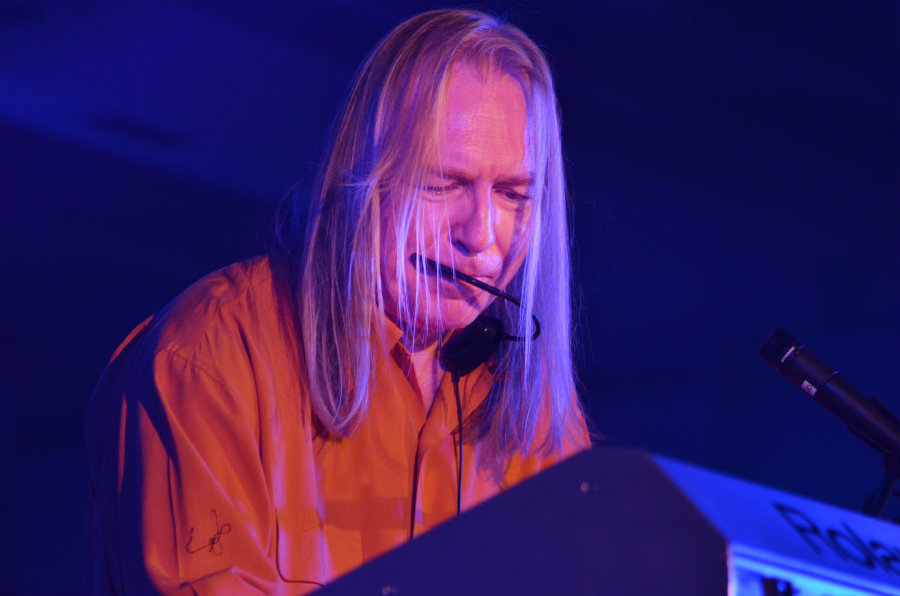
Éric Mouquet développe lethno-electronica avec Deep Forest.

En 1995, Denez Prigent participe à Dao Dezi, un album produit par EMI qui donne à la langue bretonne une dimension universelle. Ce projet à l'initiative d'Éric Mouquet, du duo Deep Forest, et Guilain Joncheray a pour objectif de traiter la musique bretonne de la même façon que Deep Forest avait traité la musique africaine, en mêlant paroles traditionnelles et musique électronique. Michel Sanchez, l'autre membre de Deep Forest, participe à l'album, enregistré et mixé par Erwin Autrique. Les chanteurs bretons Arnaud Maisonneuve et Manu Lann Huel sont présents, ainsi que le groupe Tri Yann. Ainsi, la musique techno-dance se marie à la world music et pour la première fois Denez Prigent mêle chant breton et musique électronique. Pour promouvoir cet album concept, un clip de Ti Eliz Iza est tourné à Merzouga, dans le désert marocain.

### Étincelle d'or
Denez Prigent sort son deuxième album, Me 'zalc'h ennon ur fulenn aour (« Je garde en moi une étincelle d'or »), en 1997. Le chanteur signe toutes les paroles (à part celles du traditionnel Ar rannoù, extrait du Barzaz Breiz) et la plupart des musiques, qui mêlent instruments traditionnels et sons électroniques. Les paroles abordent les thèmes classiques de la gwerz : l'injustice, la maladie et la mort. E trouz ar gêr (« Dans le bruit de la ville »), sur le côté artificiel de la vie en ville, et An hentoù adkavet (« Les chemins retrouvés »), sur le renouveau du Tro Breiz, sont ses premiers chants consacrés à la Bretagne, sa culture et son rapport à la nature.
Pour sélectionner les sons électroniques, Denez Prigent contacte Arnaud Rebotini alias Zend Avesta (César 2018 de la meilleure musique pour le film 120 battements par minute), qui lui ouvre sa discothèque. Tous deux se retrouvent sur le fait de travailler sur des musiques extrêmes : la plupart des échantillons retenus sont des sons empruntés à la jungle ou au drum and bass, dont il trouve que le tempo, de l'ordre de 160 à 170 bpm, est identique à celui kan-ha-diskan. Pour la plupart des arrangements, le chant est enregistré en premier, les séquences et samples sont ajoutés ensuite. Cette combinaison de chant ancien et de musique d'avant-garde est illustrée par Ar rannoù (« Les séries »), un des plus anciens textes en langue bretonne, pour lequel Denez Prigent recompose la mélodie traditionnelle en l'habillant de sonorités électroniques. Il compare cette démarche à celle d'Alan Stivell dans les années 1970 quand il mêlait musique traditionnelle bretonne et sons rock :

« Le folklore c'est la mort. Grâce à des musiciens comme Alan Stivell, qui ont vite compris qu'académiser la musique bretonne c'était la condamner à court terme, elle est maintenant totalement ancrée dans le quotidien. Il suffit d'aller dans le moindre fest-noz pour comprendre que l'on n'est pas en train d'entretenir un feu qui s'éteint. Avec ce disque j'avais envie de montrer la vision du monde que peut avoir un Breton aujourd'hui. »

Si le public est partagé devant le grand écart entre le chant a cappella du début et les échantillons du deuxième album, Denez Prigent estime que l'essentiel est conservé, dans la mesure où le chant a été enregistré a cappella avant d'être « habillé » d'arrangements électro. Ici ce n'est pas au chanteur de se poser sur une trame rythmique mais aux séquences de se caler sur l'arythmie du chant notamment quand il s'agit de gwerz non mesurée. Pour Denez Prigent, une gwerz mesurée devient une « chanson », alors qu'un arrangement électronique respectant le côté arythmique reste parfaitement naturel et conserve la liberté du chant, essentielle pour mieux faire passer l'intensité émotionnelle.
Dans le même esprit, il attache une grande importance aux variations mélodiques ou ornementations et aux quarts de ton — composante essentielle de la musique bretonne — pour lequel il cherche des instruments d'accompagnement capable de jouer ces quarts de ton : uilleann pipes, kanoun, etc. Il est fait également attention à la prononciation traditionnelle du breton ainsi qu'au dribil, technique vocale complexe, spécifique au kan ha diskan, utilisée surtout en danse plinn et danse fisel, et constituée notamment de roulements de langue intégrés à la « ritournelle » du chant et parfois aux paroles. Il est également important pour lui de rester fidèle au style d'écriture de la gwerz, avec des textes souvent très longs dont seule une partie est enregistrée sur l'album, et à ses thèmes, intemporels, qui rendent indémodable cette forme de chant attestée dès le Ve siècle. Cette fidélité à la tradition n'est en aucun cas une façon de se refermer sur soi-même ; au contraire, pour Denez Prigent, développer la culture bretonne en l'adaptant à la technique moderne est une façon de s'ouvrir aux autres cultures.
Cet album est l'occasion d'affirmer son style d'écriture. Les vers de Denez Prigent sont pour la plupart des octosyllabes avec, généralement, une césure médiane. Cette forme est très courante en breton, qui possède de nombreux mots d'une ou deux syllabes et n'a donc pas besoin de vers longs. Il écrit uniquement en breton, langue qui, selon lui, a su garder son côté sacré, au contraire du français. En conséquence, certains chants restent intraduisibles, même pour leur auteur bilingue. Ce disque est sélectionné par le journal Libération parmi les meilleurs de l’année 1997.
Cette même année, il est invité dans le cadre des Tombées de la nuit à Rennes, par le pianiste Jean-Marie Machado pour participer à l'une de ses créations et chante accompagné par de nombreux jazzmen parmi lesquels le clarinettiste et bandonéoniste Michel Portal. En 1998, il participe à la création d'Excalibur d'Alan Simon, pour le premier spectacle intitulé La légende des Celtes, aux côtés de Roger Hodgson (chanteur du groupe Supertramp), Angelo Branduardi, Didier Lockwood et du groupe Fairport Convention entre-autres. En avril 1999, l'album est certifié disque d'or en dépassant les 100 000 exemplaires vendus.

### Sur le chemin d'écume

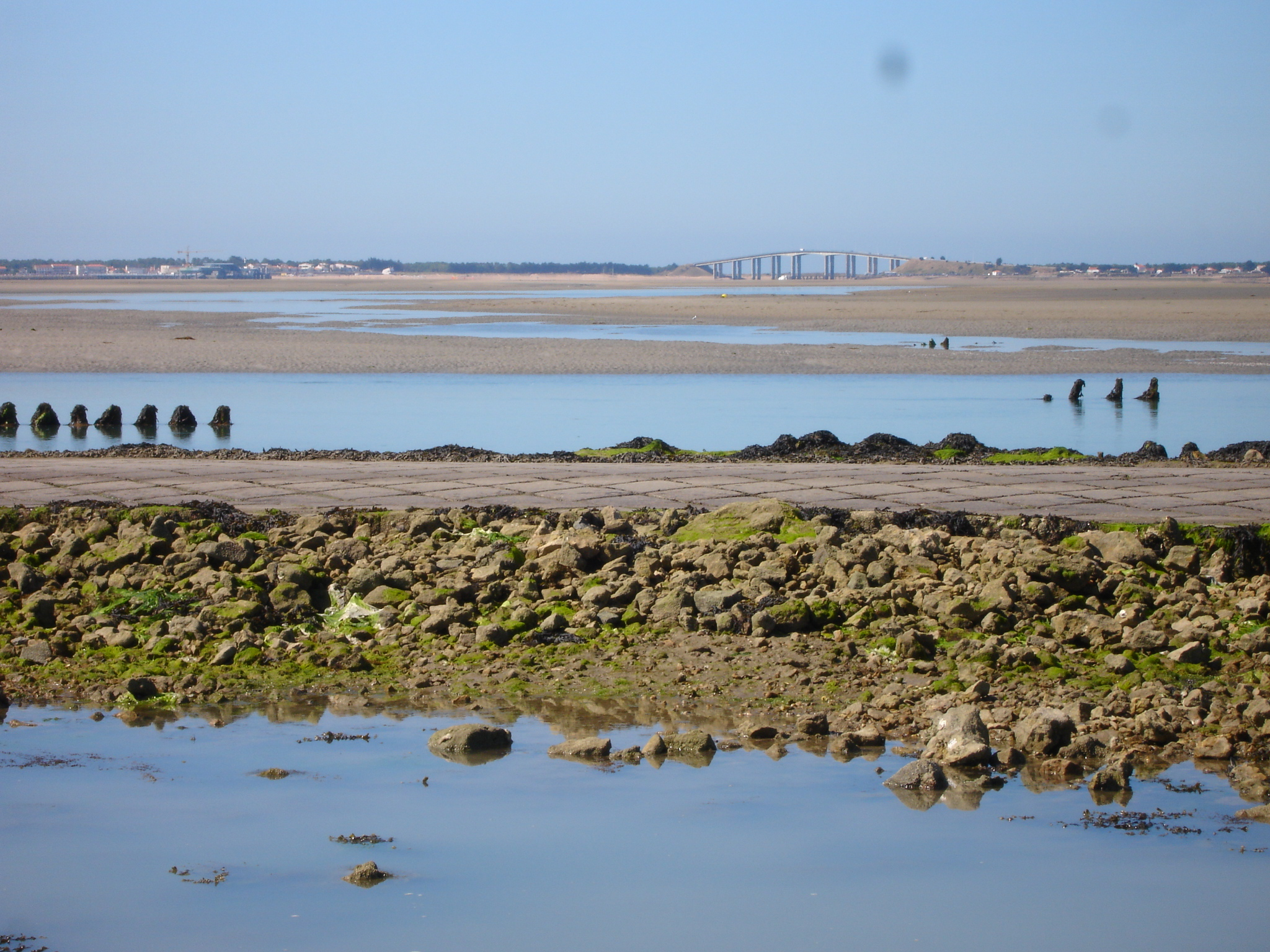
Une chaussée submersible à marée basse.

En juin 2000, Denez Prigent sort un nouvel album intitulé Irvi. Ce titre est le pluriel du mot erv, qui désigne un sillon, ou chaussée submersible, c'est-à-dire un chemin reliant deux îles entre elles ou une île au continent, praticable à marée basse uniquement car la mer le recouvre à marée haute. Le chant quasi-éponyme Hent-eon (« Chemin d'écume ») décrit le souhait d'un habitant de Lesconil d'être enterré dans un de ces sillons afin d'y être éternellement veillé par la nature. Cette idée de lien entre deux mondes, entre la vie et la mort, est reprise dans Daouzek huñvre (Douze rêves), où sept esprits perdus vêtus de chair marchent l'un derrière l'autre sur un chemin d'écume.
Dans la lignée de Me 'zalc'h ennon ur fulenn aour, Denez Prigent signe toutes les paroles (sauf celles du traditionnel E ti Eliz Iza, sur le CD bonus) et la plupart des musiques, qui mêlent toujours instruments traditionnels et sons électroniques. Ceux-ci sont plus discrets que dans l'album précédent ; Irvi sonne ainsi moins jungle et plus « ambiant ». Les principaux musiciens invités sont le jazzman Louis Sclavis, le vielliste Valentin Clastrier, le sonneur irlandais de uilleann pipes Davy Spillane et le D.J. Elégia (alias Laurent Collat).
La pochette est signée Pierre Terrasson, qui travaille l'idée de Denez de montrer une énergie. « Il est assez statique. La force est la sienne, mais c'est le cheval qui la montre ». Le photographe regrette cependant une retouche des cheveux du chanteur : « ils lui ont viré son côté punk chez Barclay ».
Pour la première fois, des paroles en français apparaissent dans un album de Denez Prigent, dites par Bertrand Cantat sur Daouzek huñvre, dans un style incantatoire et dont la structure évoque les douze séries de ar rannoù. L'autre voix présente sur cet album est celle de Lisa Gerrard, la chanteuse de Dead Can Dance, sur Gortoz a ran (« J'attends »). Ce chant, qui ouvre l'album, est intégré dans la bande originale du film La Chute du faucon noir (Black Hawk Down) réalisé par Ridley Scott  et le compositeur Hans Zimmer, récompensé par deux Oscars en 2002. Plus tard, il est également utilisé dans le film Les Seigneurs du réalisateur Olivier Dahan en 2012 et reprit par la chanteuse soprano australienne Greta Bradman (en) sur son album Grace (Sony Music, 2011).
Autre invité, le bagad Kemper accompagne Denez Prigent sur E trouz ar gêr (Dans le bruit de la ville) et Ar sonerien du, une gwerz sur la légende des sonneurs noirs, un couple de sonneurs (biniou et bombarde) que les gendarmes ont arrêtés, les prenant pour les deux voleurs qu'ils recherchaient. Les deux sonneurs ont ensuite été pendus et enterrés à Pont-l'Abbé avant que leur innocence ne soit établie. Leurs tombes sont encore aujourd'hui un lieu de pèlerinage. Denez Prigent livre une version personnelle de cette légende, dans laquelle les gendarmes tuent et pendent eux-mêmes les sonneurs pour ne pas avouer qu'ils ont laissé échapper les véritables voleurs. Cette version met l'accent sur l'image de débauche que les bien-pensants donnaient à l'époque à la musique de fête.
Deux titres figurant sur l'album font l'objet de clips vidéo : Ar mab laer (Le fils voleur), tourné à Brasparts, et Gortoz a ran, tourné à Melbourne. Cet album est nommé aux Victoires de la musique en 2001 et se voit décerner un « Choc de la Musique » par le journal Le Monde de la Musique pour son « sens du drame et de l’espace qui appartient plus à une sorte d’universalisme émotionnel shakespearien qu’à la respiration courante des musiques celtiques actuelles ».
Après une série de concerts, Denez Prigent enregistre un album, Live Holl a-gevret !, au Festival interceltique de Lorient en août 2001, avec pour invité le bagad Roñsed-Mor de Locoal-Mendon. Il est accompagné du clip vidéo de Gortoz a ran. 
En 2002, il participe à la bande originale du film-documentaire L'Odyssée de l'espèce réalisé par Jacques Malaterre. À cette occasion, il écrit deux chansons, Migration et Au bout du monde, dont il co-compose la musique avec Yvan Cassar.

### Sarac'h, le retour aux sources

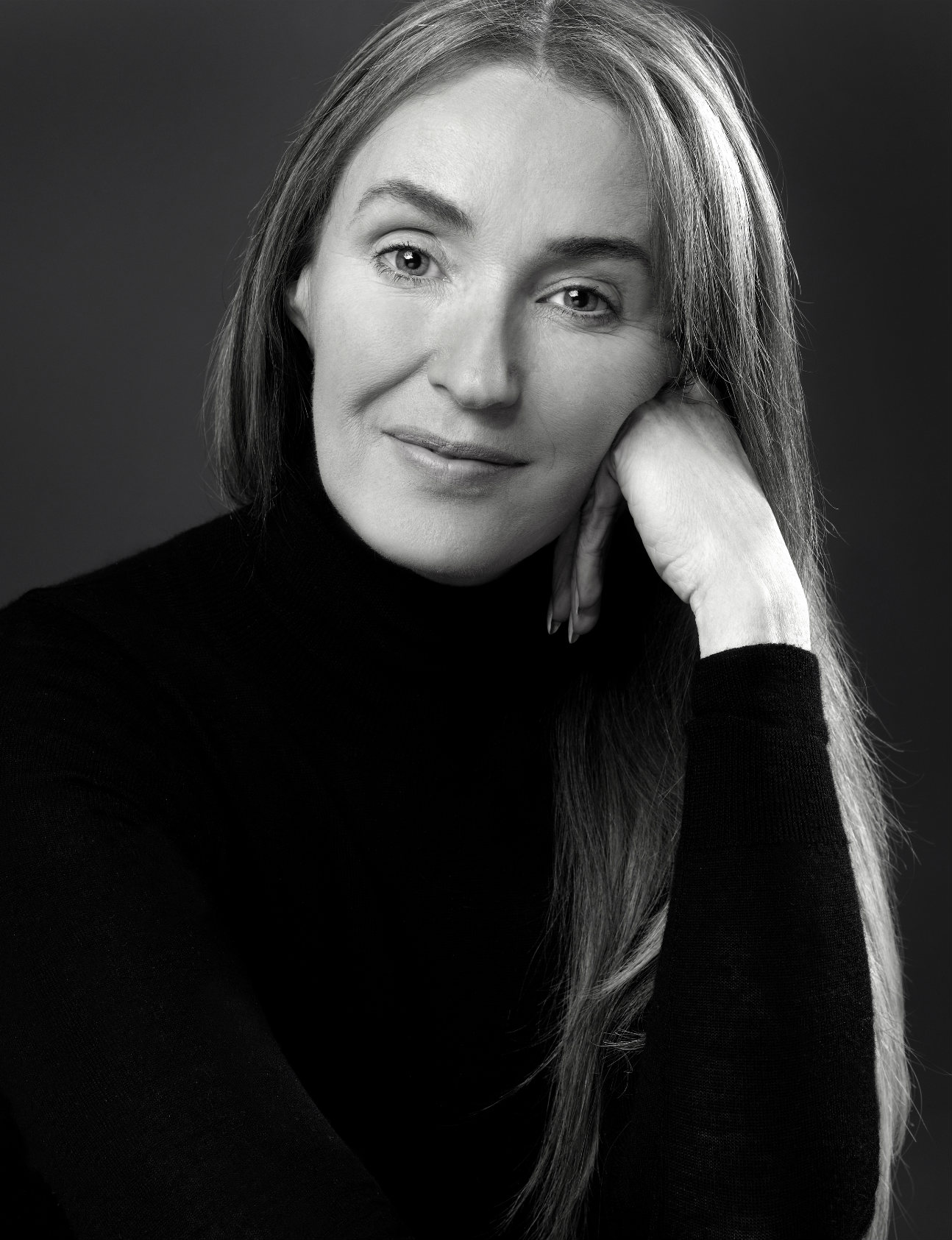
La chanteuse australienne Lisa Gerrard participe à nouveau à l'album, sur An hini a garan.

L'album suivant, Sarac'h (« bruissement » produit par le vent ou la mer), sort en 2003. On y retrouve Lisa Gerrard, mais aussi Yanka Rupkina, la soliste du Mystère des voix bulgares, Karen Matheson du groupe Capercaillie, et la chanteuse sami Mari Boine. Denez Prigent invite également le joueur de bouzouki irlandais Dónal Lunny, le joueur de luth arabe Nabil Khalidi, le joueur de tablas Latif Khan et le violoniste oriental Farhad Bouallagi. Bien que cet album intègre toujours des sons électroniques, les instruments acoustiques y sont prépondérants.
Deux chants traditionnels ouvrent l'album : An hini a garan, avec Lisa Gerrard, et  E garnison !, en duo avec Louise Ebrel, qui l'avait déjà accompagné en tournée. Denez Prigent intègre à Sarac'h deux textes inédits écrits en 1991, au tout début de sa carrière, Son Alma Ata et Ar gwez-sapin.

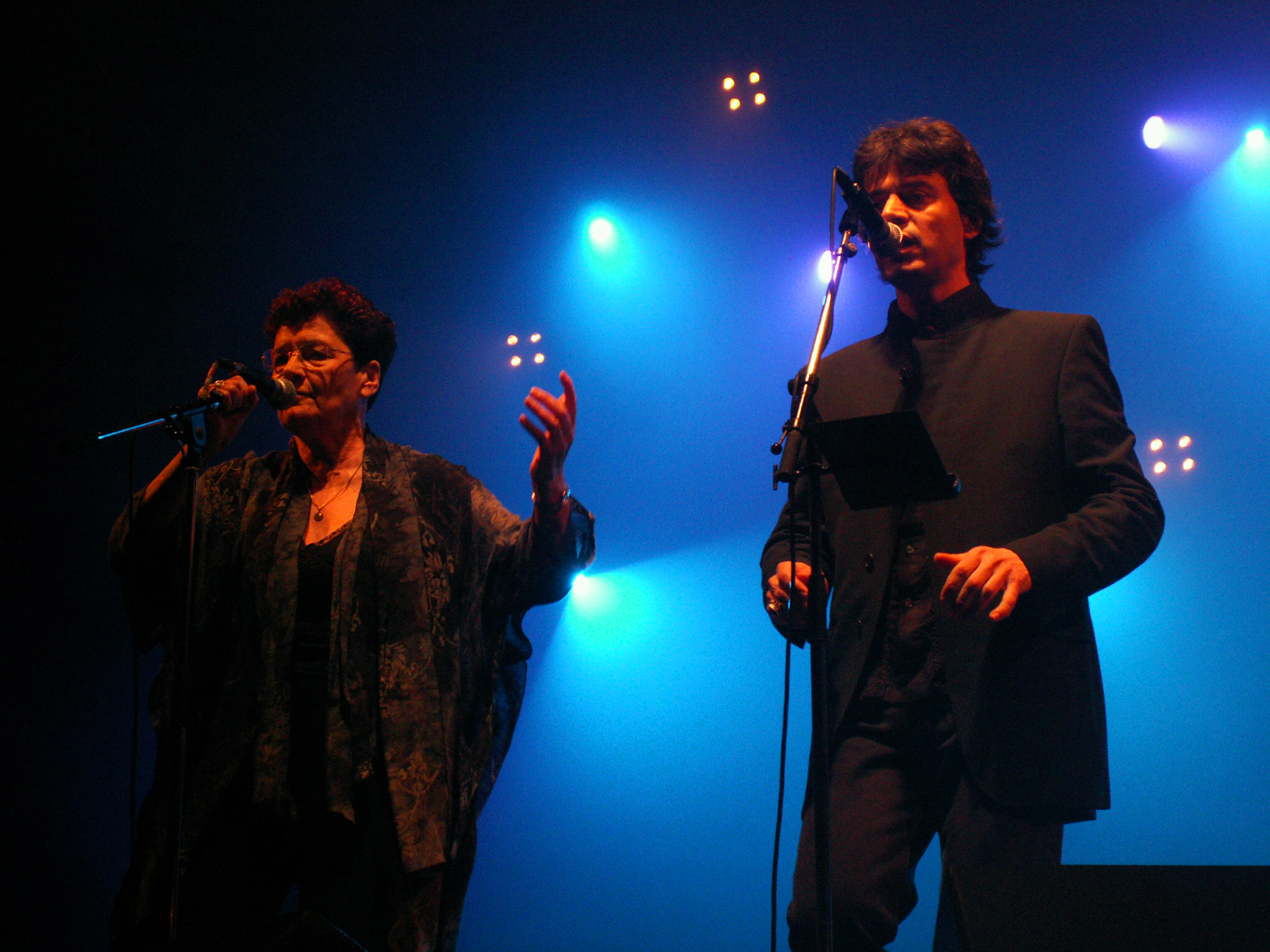
Louise Ebrel (en kan ha diskan pour E Garnison) et Denez Prigent en 2006.

Contrairement aux albums précédents, Sarac'h contient des textes très personnels, dans lesquels l'auteur parle de ses états d'âme. N'eus forzh… évoque l'importance du chant, grâce auquel Denez Prigent ne se laisse jamais abattre (« leskiñ a ra va zan atav » : « mon feu brûle toujours »). Il reprend aussi un vers, déjà présent dans E trouz ar gêr, qui résume son mode de vie : « n'eus ket un deiz na ganfen ket » (« il n'y a pas un jour où je ne chante »). Dispi (« Désespoir ») est un constat très pessimiste sur l'état de la culture et de la langue bretonne, un thème essentiel pour Denez Prigent, qui chante exclusivement en breton et a enseigné cette langue. Il y parle de son désespoir face à cette situation, écrivant que le rêve du retour à l'harmonie entre les générations autour de la langue et de la culture bretonne est une folie.
Le chant éponyme résume à lui seul les principales convictions de l'auteur. Il évoque son propre retour à la nature, quand, habitué au bruit incessant des voitures sur la route près de laquelle il habite à Rennes, Denez Prigent décide d'acheter une maison dans les Côtes-d'Armor près de Lannion en plein cœur du Trégor. Il redécouvre alors le silence de la nature sur fond de bruissement du vent dans les arbres. Il en tire l'impression, qu'il met en paroles, que la modernisation à outrance coupe les gens de la nature et les pousse à se retirer, seuls, derrière leurs écrans.
Sarac'h reçoit le grand prix du disque du Télégramme en 2004. Gilles Servat, chargé de remettre le prix, exprime son admiration pour Denez Prigent, qu'il décrit comme « un artiste emblématique du renouveau dans l’expression bretonne et dans les recherches de musicalités nouvelles ».

### Prestations scéniques

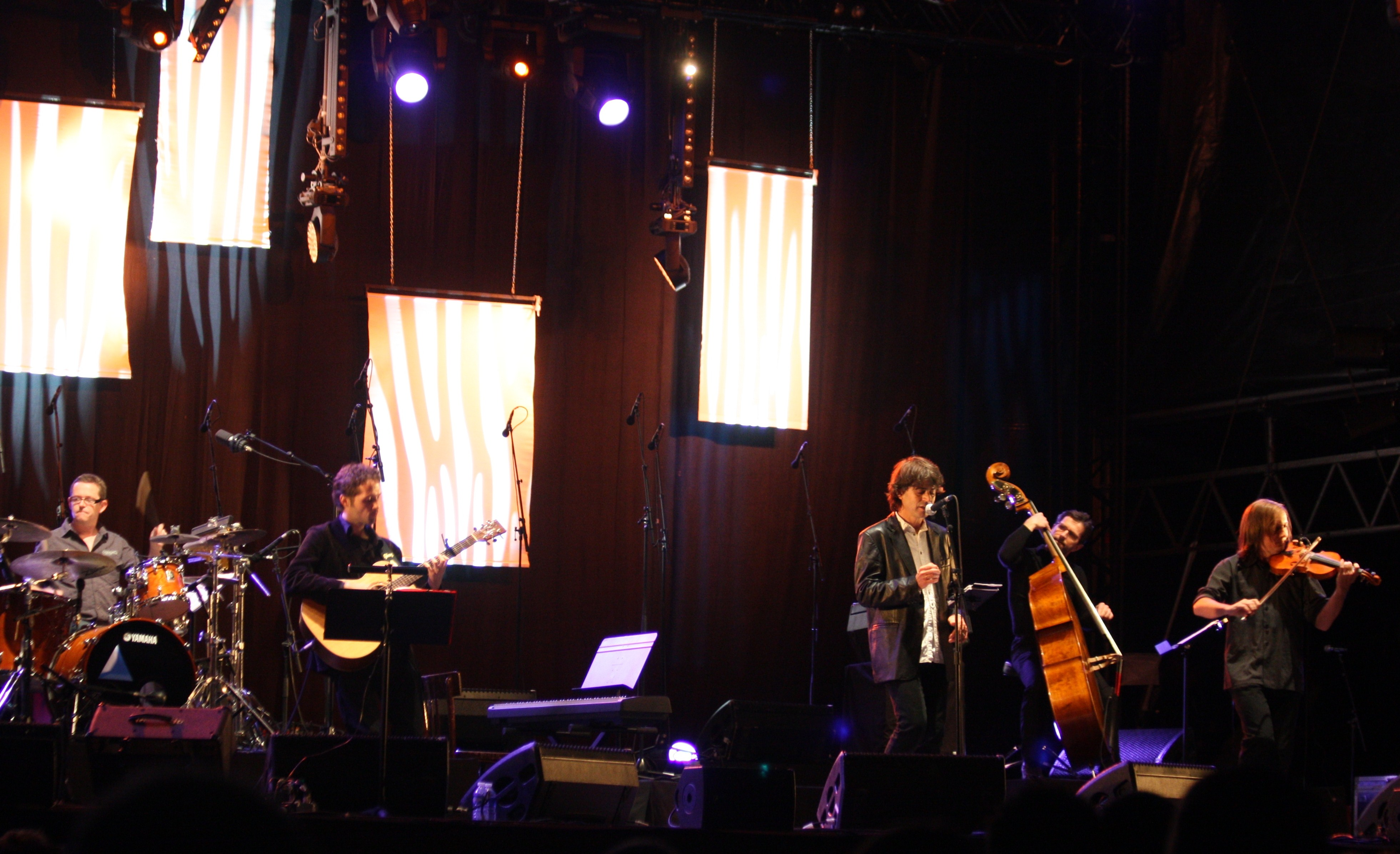
Accompagné d'un orchestre, Denez Prigent se produit en France ainsi qu'en Europe et voyage dans le monde, jusqu'à Pékin.

Dans les années 2000, Denez Prigent chante sur des scènes telles la grande scène du festival des Vieilles Charrues, les Rencontres Trans Musicales à Pékin en Chine, le Paléo Festival Nyon (Suisse), le théâtre Rozrywki en Pologne, le Stimmen Festival (Allemagne), le théâtre antique romain de Vienne, le théâtre de Tenerife (îles Canaries) et en 2010 à la Halle du Château à Delémont (Suisse). À Paris, il s'est produit au Stade de France dans le cadre de la Saint-Patrick, à Bercy, au Bataclan, au théâtre de la Ville de Paris (avec pour invités les chanteuses Mari Boine et Karen Matheson ainsi que l'accordéoniste écossais Donald Shaw) et au Casino de Paris.
Au cours de ses derniers concerts, Denez Prigent a présenté de nouvelles compositions, comme Ar binioù skornet, une danse plinn, Eostig ker chagrin, une valse, et Krediñ 'raen. L'été 2010, à l'occasion de ses concerts au festival de Cornouaille et au festival de la Saint-Loup, il annonce préparer un nouvel album. Un album best-of est publié en 2011 chez Barclay. En juillet 2011, le festival Het Lindeboom lui donne carte blanche : c'est l'occasion pour lui d'inviter la chanteuse hongroise Szilvia Bognar, une des grandes voix des pays de l'Est, ainsi que le célèbre chœur gallois Flint Male Voice Choir.
Le 21 janvier 2012, il présente son nouveau spectacle Beajet 'm eus (J'ai voyagé) à La Passerelle, scène nationale de Saint-Brieuc, et invite à ses côtés Mari Boine, chanteuse emblématique du peuple sami (Laponie). C'est au même endroit qu'il présente en avant-première l'enregistrement de son nouveau répertoire, en mars 2015. En mars 2012, il est le parrain de la première édition du festival Eurofonik (musiques des mondes d'Europe) à la Cité des Congrès de Nantes. Le 27 juillet 2013, il se produit à Locronan et le 8 novembre au festival Un Automne Autrement à Quiberon. Le 24 juillet 2014, il est à nouveau à l'affiche du festival de Cornouaille. Pour ses 50 ans, il change sa tenue de scène, délaissant sa veste de cuir pour une chemise à boutons de manchette et une redingote.

### Jardin breton aux diverses influences acoustiques
Le 7 avril 2015, Denez Prigent publie sous le nom « Denez » chez Coop Breizh un nouvel album studio, An enchanting garden - Ul liorzh vurzhudus (« Un jardin enchanteur »). Cet album, comprenant 12 chansons originales écrites par le chanteur, dont une en anglais, est le résultat de plusieurs années d’écriture (une centaine de gwerzioù de 80 couplets), de voyages et d’expérimentations sur scène. En effet, avec ses musiciens, Denez Prigent a interprété la plupart des morceaux lors de concerts. La diversité des chants a conduit Denez Prigent et sa compagne Stéphanie à choisir ce titre : « Nous nous sommes dit qu'elles ressemblaient aux parcelles d'un jardin divisé en plusieurs chambres, portant chacune des plantations distinctes. Mais toutes poussent sur la même terre, comme mon chant qui se nourrit de mes racines bretonnes ».

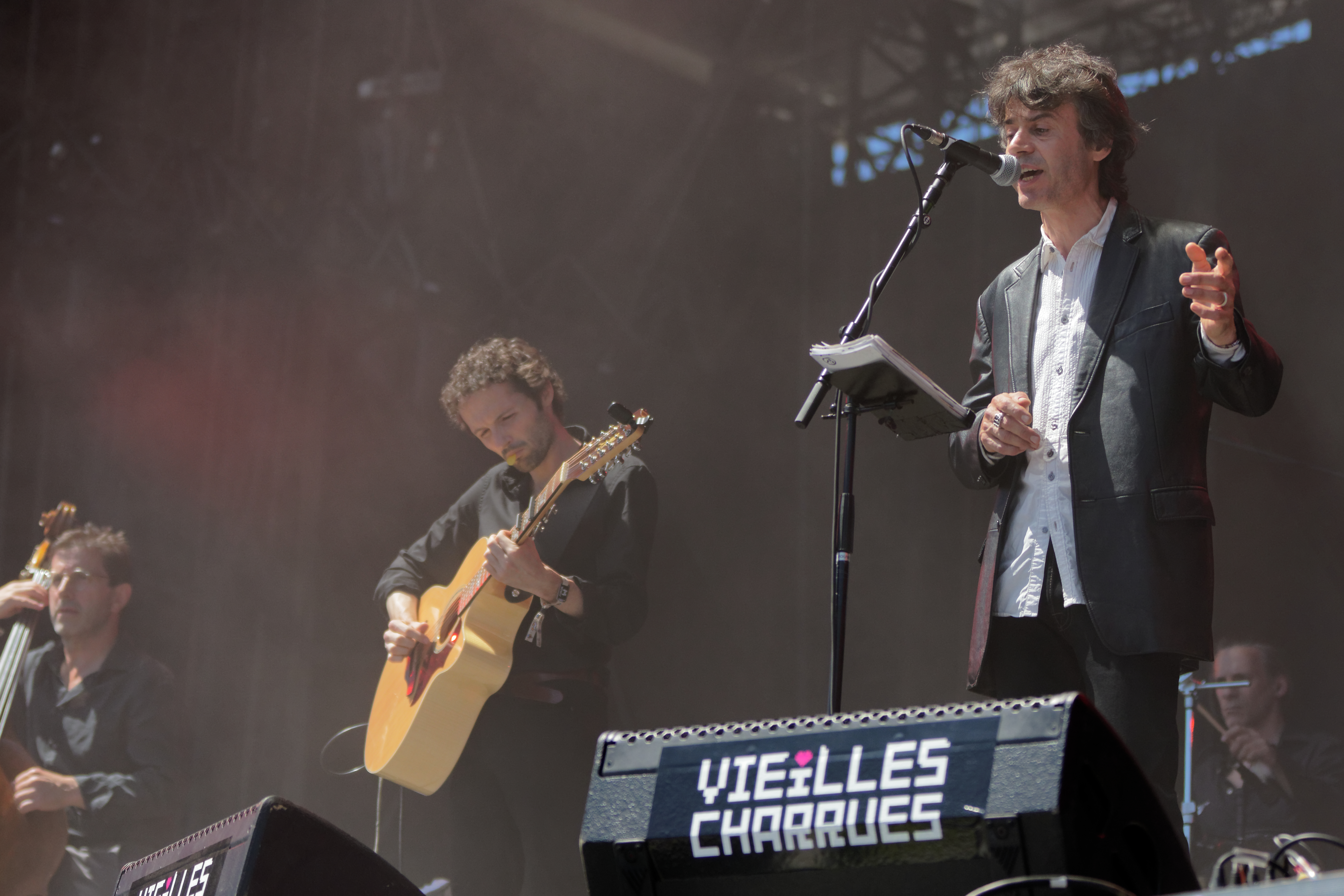
Denez Prigent au festival des Vieilles Charrues le 17 juillet 2016.

Les thèmes bretons et celtiques, déstructurés, s’entrelacent d'accents slaves et arméniens (An tri seblant), grecs (Krediñ 'raen), andalous (Ar binioù skornet), bossa nova (An tri amourouz), tziganes ou yiddish (Beajet 'm eus), africains (An trucher hag an Ankoù) pour une musique entièrement acoustique. Dans des chants en breton, l'artiste invite à découvrir les recoins de son jardin intérieur et la pluralité de ses influences. Le chant de Denez Prigent, « énigmatique et inspirant » (accompagné du hang sur Before dawn), est comme un trait d'union entre le réel et l'invisible, appuyé par l'écriture d'histoires intemporelles, parfois tragiques, satiriques ou burlesques, tel Peñse Nedeleg, une danse fisel décrivant le naufrage d’un cargo qui fait le bonheur des habitants pour Noël ou An tri amourouz dont l'humour noir rappelle celui de Tim Burton. An Old Story, en anglais, se couple avec Gwechall gozh, en breton, deux gwerzioù partageant la même histoire : une femme innocente brûlée comme sorcière pour avoir eu trop de compagnons.
Denez Prigent, accompagné par sept instrumentistes appartenant à des univers musicaux différents, a confié à Nicolas Rouvière (Red Cardell, Fersen, La Ruda) l'enregistrement de l'album en live sans public sur la scène de l'espace culturel An Dour Meur à Plestin-les-Grèves. Les pistes sont mixées au studio Black Box à Noyant-la-Gravoyère sur une console analogique Flickinger de 1969, en utilisant une réverbe à plaques de la même époque, afin de conserver toute sa chaleur au son final. Les photos de l'album sont à nouveau signées Pierre Terrasson. L'album est dédié à la mémoire de sa compagne, Stéphanie, disparue peu de temps avant la sortie, qu'il associe l'ensemble de ses succès. La presse lui réserve un accueil enjoué : « Riche et séduisant », dans la sélection Noël du journal Le Monde ; « Un des albums les plus stimulants de l'année », selon RFI Musique ; « Un grand disque de folk », pour la revue pop Magic. En novembre, le beatmaker James Digger, qui vit, lui aussi, dans le Trégor, remixe 4 titres pour un EP. Ce remix marque un retour aux sonorités électroniques, presque vingt ans après ses premières expérimentations. James Digger fait appel au rappeur Masta Ace, figure emblématique du hip-hop aux États-Unis et une des références d'Eminem. En échange, Denez Prigent participe au titre Story of Me qui figure sur son album The Falling Season sorti en mai 2016, en chantant Eliz Iza.

### À l'unisson avec les étoiles

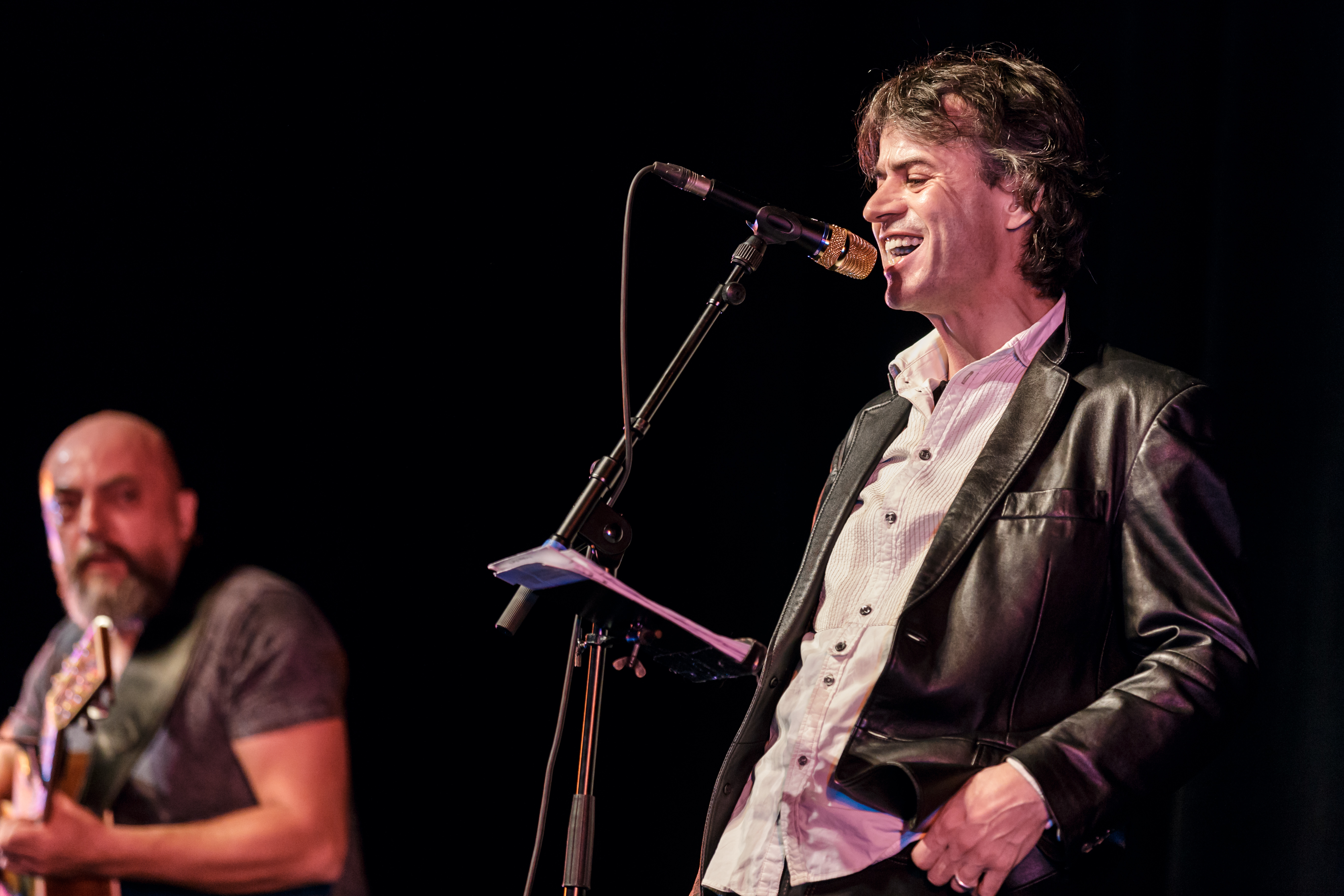
Jean-Charles Guichen et Denez au festival Yaouank 2016.

Denez Prigent reçoit le prix Imram 2016 pour l'ensemble de son œuvre en langue bretonne, lors des Rencontres poétiques internationales de Bretagne parrainées par l'UNESCO. Son chant Gortoz a ran est utilisée dans la B.O du documentaire canadien en trois épisodes Nature Adventure ainsi que durant deux minutes dans un épisode de la série américaine South Park (5 Emmy Awards), diffusé aux États-Unis sur la chaîne Comedy Central le 21 septembre 2016.
L'album live A-unvan gant ar stered - In unison with the stars sort le 18 novembre, enregistré lors de la tournée 2015-2016. Le concert présent sur le DVD est lui capté par Paris Première au Zénith de Caen lors des « Breizh Night 2016 ». Le coffret CD et DVD comprend des classiques de sa période électronique ré-adaptés en acoustique et des compositions plus récentes dont certaines re-visitées telle Peñse Nedeleg sur laquelle figure, entre autres, le Bagad Melinerion de Vannes.
Le 19 novembre 2016, après 20 ans d’absence sur les scènes de fest-noz, le chanteur anime le festival Yaouank à Rennes en compagnie des frères Guichen. Durant la saison 2016-2017, il est le parrain des stagiaires de l’organisme de formation continue en breton Stumdi, un apprentissage suivi par son violoniste Jonathan Dour et son ami Yann Tiersen. Fin 2017, entre l'enregistrement du premier et du second titre arrangés par Yann Tiersen pour l'album Mil hent, Denez le rejoint sur scène à Ouessant et au Royal Albert Hall à Londres. Au mois d'avril 2018, il collabore, accompagné de sa formation, avec le célèbre organiste suédois Gunnar Idenstam (Grand prix de Chartres 2016) à la cathédrale Saint-Maurice d'Angers.

### Mille chemins, une synthèse de 30 ans de parcours musicaux

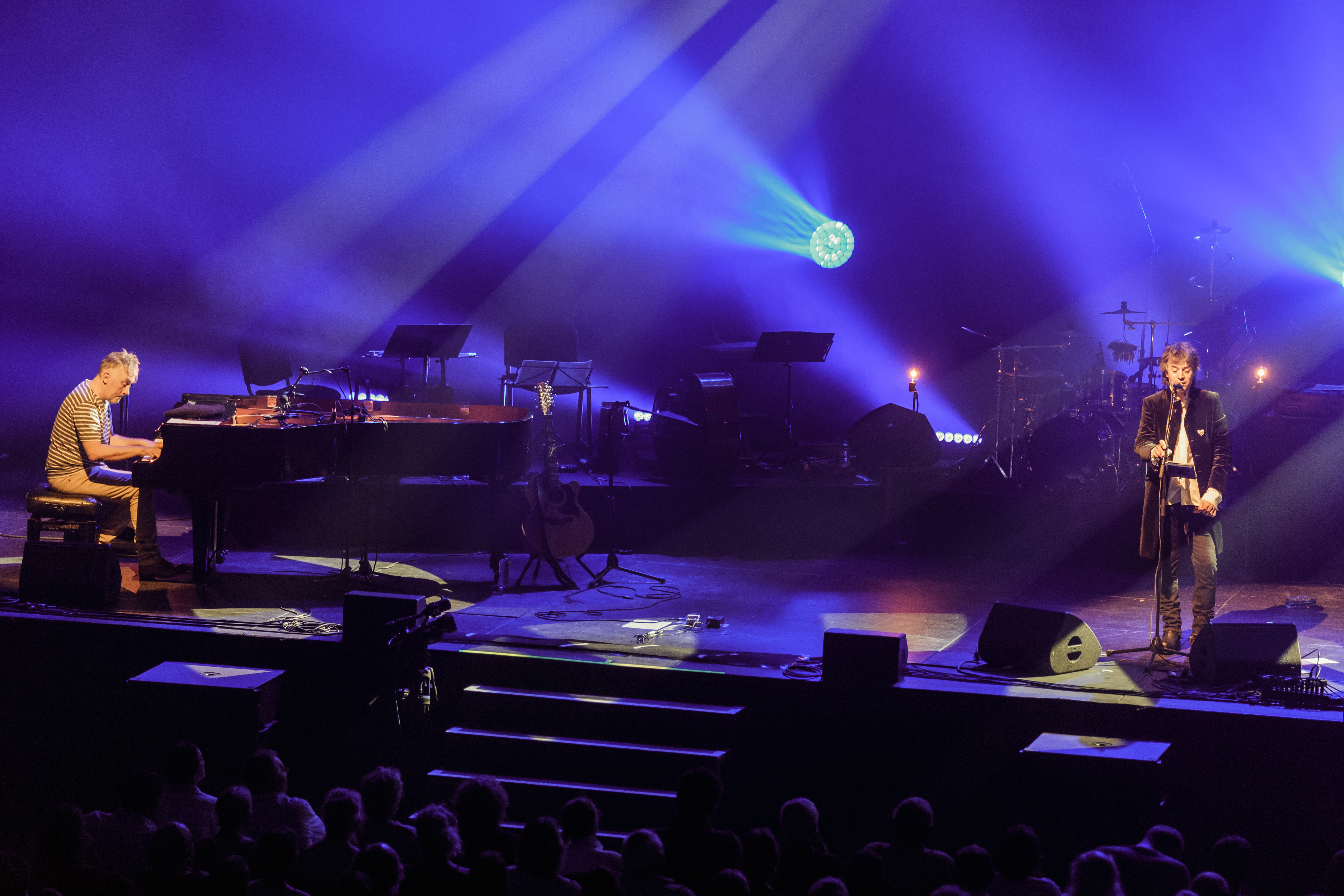
Yann Tiersen au piano avec Denez au festival de Cornouaille 2018.

L'année 2018 marque la concrétisation de plusieurs projets. Un sixième album, composé de treize titres originaux, paraît le 24 mai chez Coop Breizh. Mil hent (« mille chemins ») allie instruments acoustiques et sonorités électro « en fil rouge », une synthèse de 30 ans de carrière empruntant divers chemins. Denez y essaye aussi de nouvelles expressions avec une complainte en français (Dans la rivière courante) issue du répertoire gallo que Prigent à découvert quand il était étudiant, une poésie déclamée (Marc'h-Eon), l'enregistrement de bruits de la nature intégrés dans l’univers sonore (field-recording). La voix reste une priorité, l'ensemble des chants étant enregistrés a cappella en premier lieu.
Yann Tiersen y co-compose la musique de deux titres (Va hent et Hent noazh) et enregistre plusieurs instruments (piano, clavecin, guitare, violon, contrebasse). Denez Prigent apprécie cette collaboration : « c'est une des premières fois que je travaille avec un musicien bretonnant, je n'ai pas besoin de lui traduire les textes ». Leur mélancolie commune les rapproche.
D'autres grands noms de la musique bretonne y sont invités tels Jean-Charles Guichen à la guitare électro-acoustique, son frère Fred Guichen à l'accordéon diatonique ou encore le sonneur Ronan Le Bars. James Digger y participe pour les samples et la programmation. La thématique du chant est un « hymne à la vie et à la nature empreint d'une profonde spiritualité celtique ». Figurent dans ce disque quatre chants à danser dont trois kan ha diskan et une valse. Nij an erer, qui conclut l'album, est l'unique chant d’amour, en hommage à sa compagne disparue.

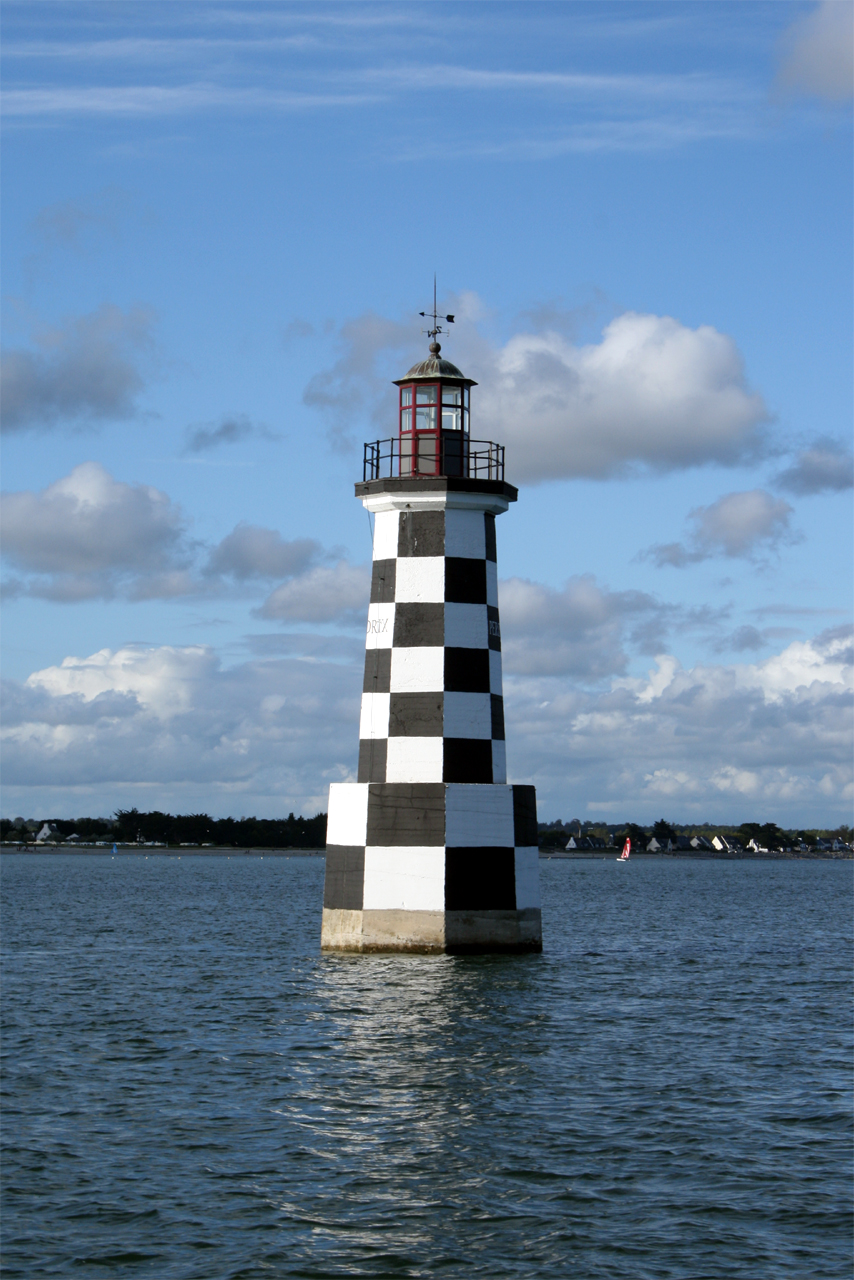
La Perdrix

Pour la couverture de cet album, Denez revient à son ancienne passion du dessin, en créant lui-même la pochette qui représente un paysage fantasmagorique où figure le phare des Perdrix à Loctudy éclairant de son rayon une nuit ponctuée de sept lunes carrées, six blanches et une noire. Le clip réalisé par James Digger pour illustrer le titre Va hent (Mon chemin), montre l'artiste réalisant un dessin sur lequel figure à nouveau le phare de la Perdrix à Loctudy entouré d'Anaon (âmes errantes) aux faces décharnées éclairées par les lueurs d'une lune noire.
Début 2019, l'album reçoit le prix de la langue bretonne lors de la cérémonie des Prizioù.

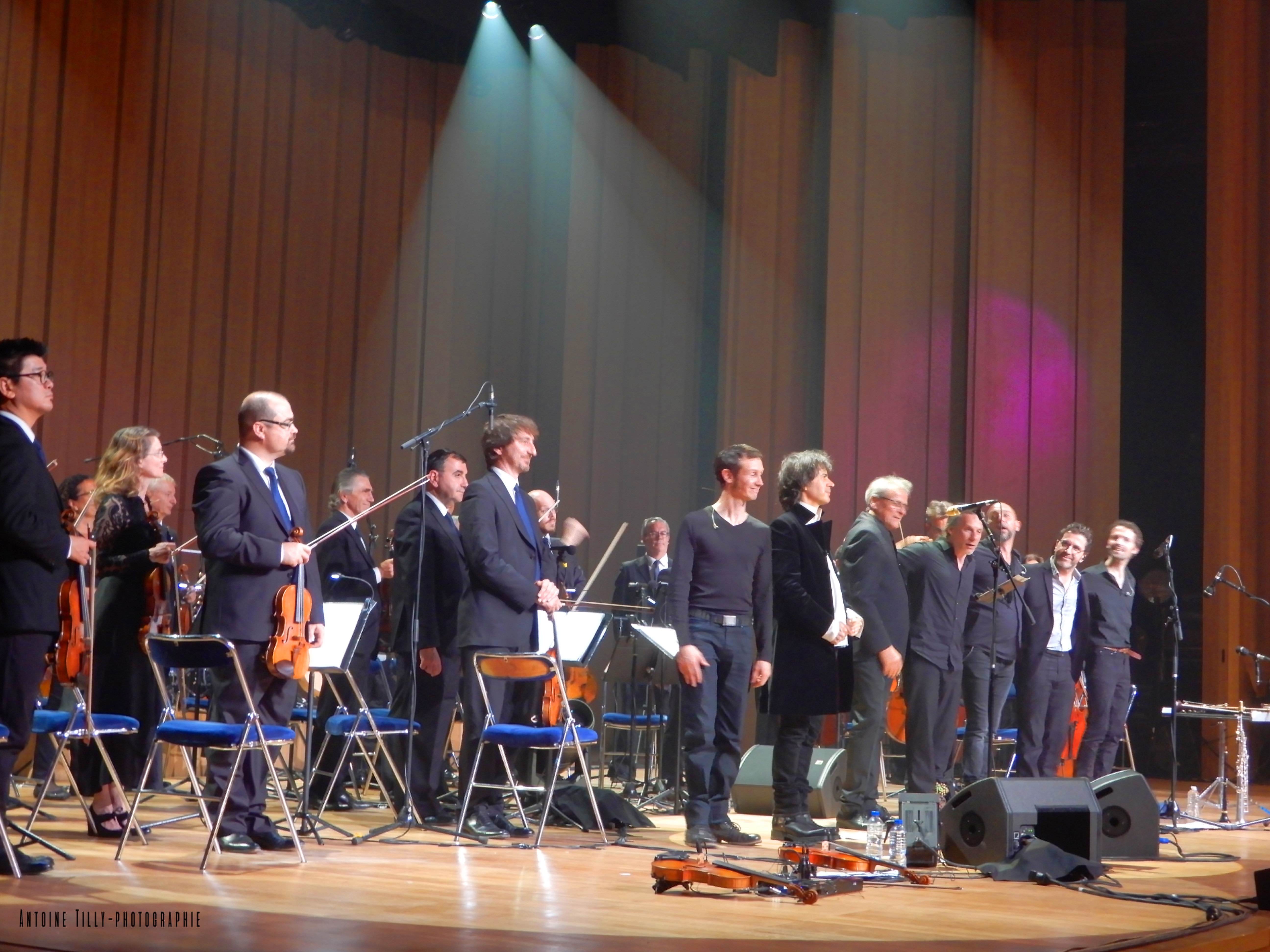
Denez et l'OSB, Rennes, mai 2018

D'autres projets parallèles se montent : scéniques, littéraire, cinématographique. À partir de mai 2018, Denez et sa formation collaborent avec l'orchestre symphonique de Bretagne (OSB) à l'initiative de son chef d'orchestre, Marc Feldman. L'orchestre revisite les œuvres de l'artiste en y apportant de nouveaux arrangements signés par la musicienne Frédérique Lory. Denez revient sur les scènes de festoù-noz, avec la création Breizh An Ankou de Jean-Charles Guichen fin 2018 à Yaouank, puis avec son propre groupe début 2019 baptisé « Denez Teknoz », dans l'esprit de la rave. En novembre 2018, il publie Kañv (Deuil), un recueil de ses poèmes sombres, traduits en français, aux éditions Skol Vreizh. Un portrait lui est consacré dans un film de 52 minutes, Denez, Le chant magnétique, produit par France Télévisions et sorti en DVD en décembre 2018.

### Dessins, livres et musiques électroniques depuis 2020
En mars 2020, le Denez Teknoz Projekt sort en album live, Trañs, enregistré lors du fest-noz du festival Yaouank. Ce projet techno de Denez et ses trois musiciens est capté par les caméras d'An Tour Tan, en décembre 2020, lors du Cyber fest-noz de Quimper, retransmis dans 83 pays. Denez profite de la pandémie de Covid-19 et des concerts annulés (dont une date à Paris La Défense Arena) pour se consacrer à la rédaction d'un livre regroupant les gwerz qu'il a composées en 30 ans de carrière. Il caricature l’actualité au travers d'une série de dialogues des « Papoupapipunk de la jungle urbaine » publiés sur Facebook. Le 2 avril 2021, il publie un livre d'histoires drôles sur le thème de l’argent, illustrées par Nono, 100 Blagues Bigoudènes et Léonardes + 1 gratuite (éditions Ouest-France).
Le 16 avril 2021 sort son septième album, Stur an Avel (« le gouvernail du vent »), offrant cette fois encore des titres mêlant chant breton traditionnel et beats électro. La promotion de l’album démarre le 2 avril 2021 avec le clip de la chanson Waltz of life, avec Oxmo Puccino et Aziliz Manrow. Cette nouvelle tournée débute en juillet au festival Kann Al Loar à Landerneau et se poursuit par une tournée dans les églises et cathédrales qui donne lieu à la sortie d'un album enregistré dans l’église de Lanvellec en 2022, Ur mor a zaeloù (« Une mer de larmes »), essentiellement consacré à l'art de la gwerz.

## Thèmes récurrents

### Bretagne et langue bretonne
Denez Prigent s'inquiète de la disparition de la langue bretonne qu'il voit comme une racine, aussi bien dans ses albums que lors d'interviews :

« J'appartiens à une génération dont les grands-parents ont énormément souffert sur le plan culturel. Le temps n'est pas si loin où l'Église interdisait de chanter. Et aujourd'hui, je souffre de vivre dans un pays qui se pose en grand défenseur des droits de l'homme, alors que les cultures des "minorités" (Corses, Basques, Bretons...), la pratique de leurs langues continuent d'être bâillonnées. Avoir un enracinement authentique, une véritable identité, est une garantie de tolérance et d'ouverture. »

### Nature et chemin

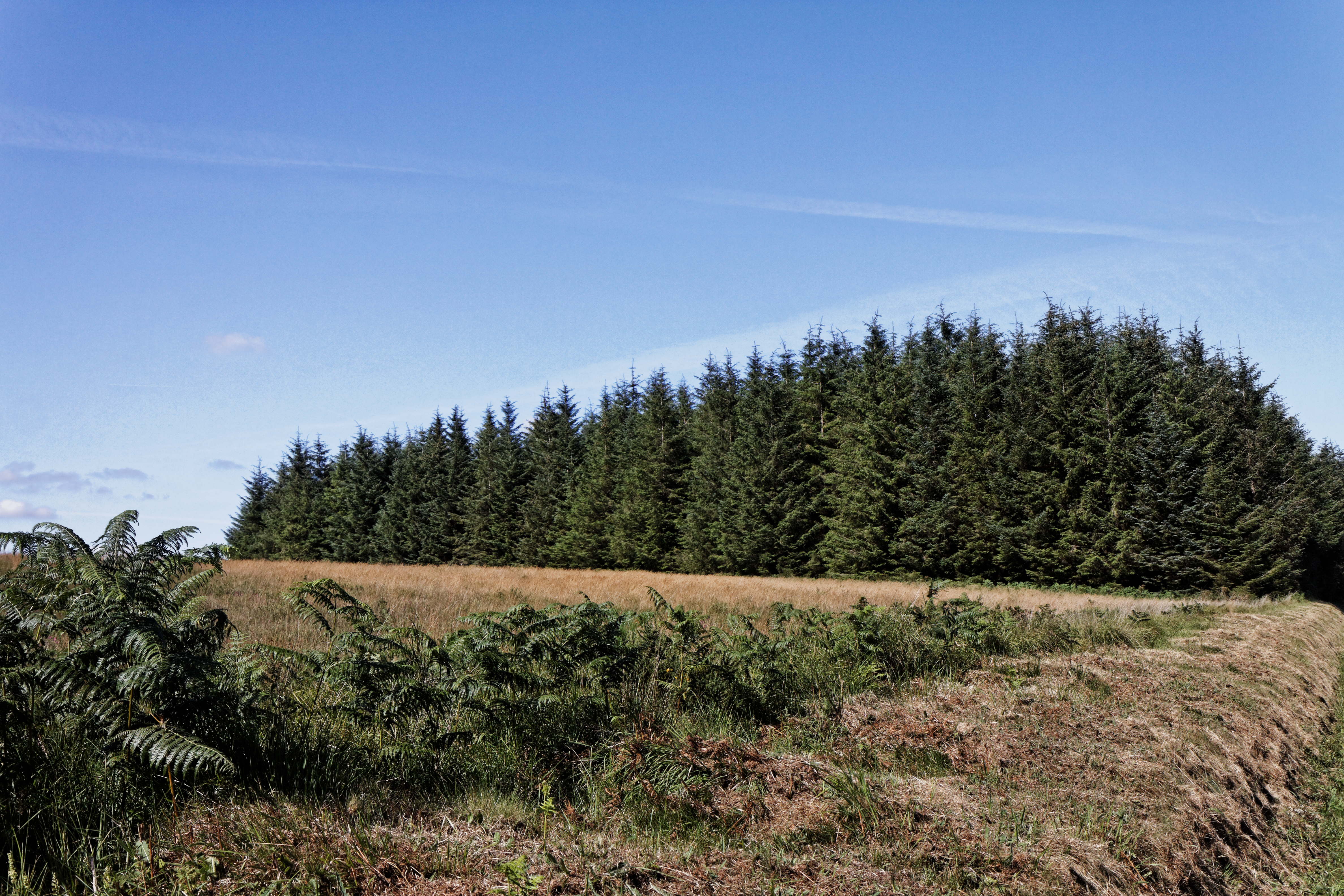
Plantation de résineux sur la commune de Plouneour-Menez dans les Monts d'Arrée, culture que Denez Prigent critique à travers ses compositions.

Pour Denez Prigent, préserver la nature en Bretagne est aussi important que préserver les traditions. Ainsi, dans An hentoù adkavet (« Les chemins retrouvés »), il rend hommage aux marcheurs qui parcourent la Bretagne en chantant, tout en regrettant qu'il n'y ait plus de place sur les routes, désormais, que pour les voitures. An hentoù splann (sur l’album Mil Hent), reprend ce thème avec des paroles semblables mais avec une musique différente. De même, Ar gwez-sapin, une chanson sur le remembrement, critique le remplacement des arbres feuillus traditionnellement présents en Bretagne par des résineux, ce qui fait perdre aux paysages leur spécificité, et établit à nouveau le même lien : « celui à qui on fait oublier sa culture oublie un jour sa nature ». Sur l'album Mil Hent, il questionne l'implantation d'éoliennes (Ar roudoù avel), tueuses d'oiseaux.
Le mal-être que Denez Prigent ressent à vivre en ville est développé dans E trouz ar gêr, qui se termine en annonçant la fin du monde, et dans Melezourioù-glav (« Miroirs de pluie »), où il retrouve un espoir dans le dernier élément naturel qui reste : la pluie. À défaut de trouver la nature autour de lui, l'auteur la garde dans sa mémoire (Kereñvor). Il finit par retourner vivre à la campagne, comme il le raconte dans Sarac'h.
Hent-eon reprend le thème de l'harmonie avec la nature, jusque dans la mort. Le narrateur demande à être enterré dans un chemin d'écume pour y connaître éternellement le rythme du flux et du reflux, veillé par sa véritable famille : la pluie, les oiseaux, le vent, la mer. Le thème du chemin et du voyage sont aussi très présents, avec Beajet 'm eus, Va hent ou Hent noazh.
Cette conviction trouve une variante dans Geotenn ar marv (« L'herbe de la Mort »), où Denez Prigent dénonce l'utilisation d'organismes génétiquement modifiés en agriculture. Pour lui, il n'y a pas de sens à chanter en breton sur une terre dénaturée par cette herbe de la mort que sèment ceux qui « ont changé sans le moindre regret ce qui ne pouvait être changé ».

### Injustice, maladie et mort

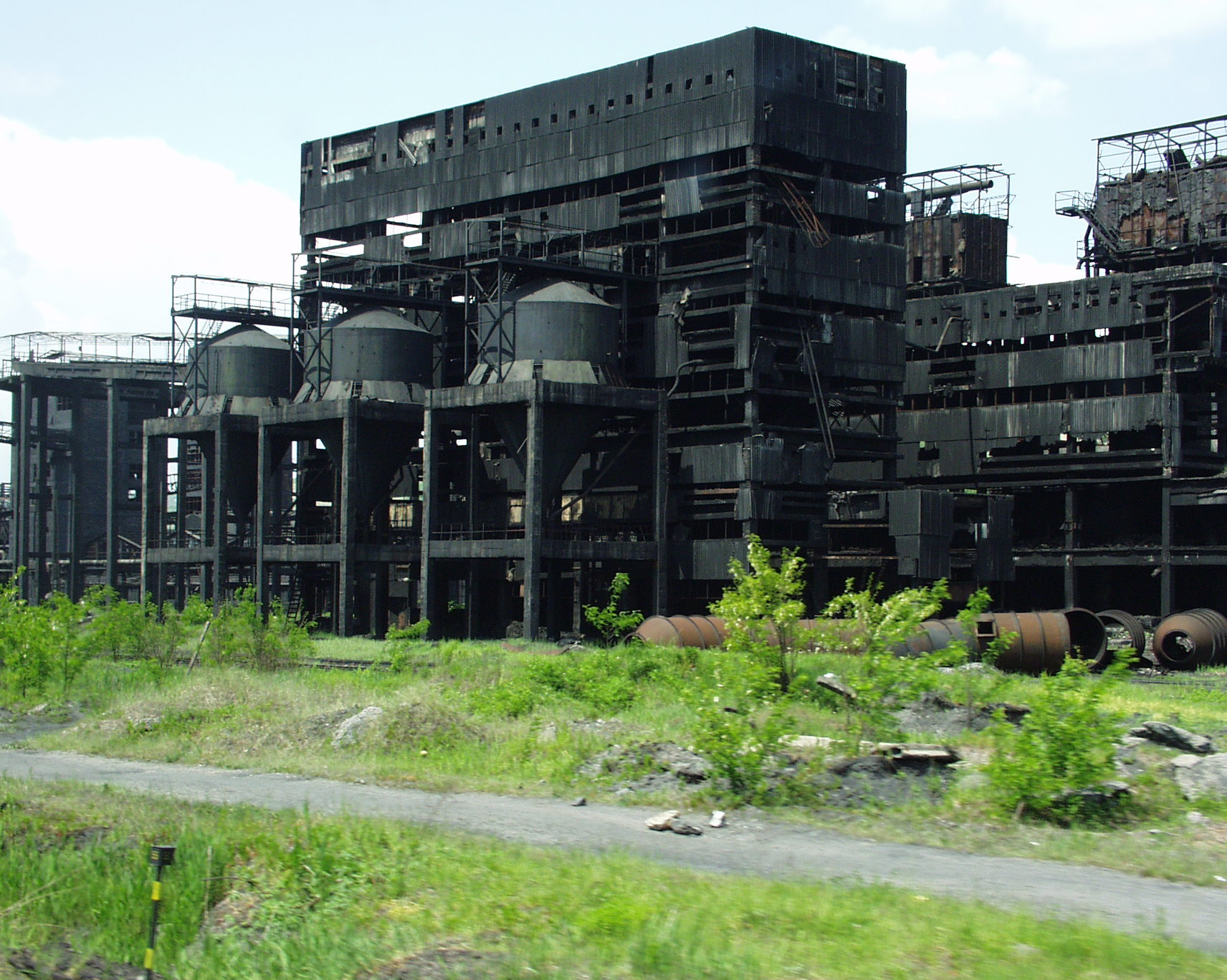
L'usine de production de noir de carbone de Copşa Mică.

Dans la tradition de la gwerz, Denez Prigent met en paroles les situations dramatiques qu'il rencontre au gré d'un voyage ou d'une conversation, ou dans les médias. Ainsi, An droug-red (Le mal qui court ) parle de l'épidémie d'Ebola au Zaïre. Le personnage principal, qui voit tout le monde mourir autour de lui, tue une vieille femme, allégorie de la maladie. Copsa Mica évoque l'usine Sometra, représentante de l'industrie métallurgique de Copşa Mică, en Roumanie. Extrêmement polluante, cette usine est quasiment le seul employeur de la ville, et les jeunes se trouvent donc obligés, pour vivre, d'aller faire fonctionner le haut fourneau qui les tue lentement. Gwerz Kiev, quant à elle, raconte l'Holodomor, la famine qui a frappé Kiev dans les années 1930, faisant quatre millions de morts.
Ur fulenn aour est la complainte d'une jeune fille vendue par ses parents pour être prostituée aux Philippines. Une variante de ce thème est le mariage forcé, dont est victime la narratrice de A-dreñv va zi. Donnée avant ses treize ans à un homme qui la réduit en esclavage, elle verse ses larmes sur l'arbre qu'elle a planté, lequel donne les meilleurs fruits qui soient car elle a pendu son époux, sa belle-mère et ses parents sur cet arbre.
Denez Prigent ne néglige pas les grands dossiers de la politique internationale, avec An iliz ruz (« L'église rouge »), une description très graphique du massacre de deux mille personnes dans une église de Nyarubuyé, au Rwanda : « ils ont coupé les têtes sans pitié / comme l'on fauche le blé en été ». Ar chas ruz parle de l'invasion du Tibet par la Chine, où les « chiens rouges » tuent non seulement des hommes, mais aussi leur culture.
Trois chants sont consacrés à un autre drame : l'infanticide. Ar wezenn-dar parle plus spécifiquement du cas de l'Inde, où la politique de décroissance de la population a favorisé le meurtre, en particulier, de filles. Ar vamm lazherez met en scène une femme qui tue ses douze premières filles avant d'être tuée par la treizième, qui survit par des moyens surnaturels pour mener à bien sa vengeance. Dans la rivière courante parle de l'infanticide des filles-mères, tout en changeant la fin de la comptine par un dénouement plus heureux.

## Travail de composition
Denez Prigent compose de nombreuses gwerz, mais aussi des contes et chants, dont peu ont été enregistrés. Le travail de création prend beaucoup de temps et d'énergie : une gwerz est composée de 80 à 140 couplets, avec parfois dix versions différentes.
Le travail de composition est effectué sur papier, de jour comme de nuit, puis éventuellement tapé à l'ordinateur. Les mélodies sont créées à partir des textes. Denez les imprime et les conserve dans un coffre au sein du manoir qu'il habite. Certaines compositions sont « gravées sur des CD-R et enterrées dans le jardin », par « peur de les perdre ».
Denez Prigent se considère comme un instrument, un canal, un relais, un « trait d'union » pour ces chants qui « viennent d'en haut ».

## Discographie

### Albums studio
- 1992 : Ha daouarn (paru uniquement en cassette audio)[107]
- 1993 : Ar gouriz koar (réédité en 1996)
- 1997 : Me 'zalc'h ennon ur fulenn aour
- 2000 : Irvi
- 2003 : Sarac'h
- 2015 : An enchanting garden - Ul liorzh vurzudhus (remixé en novembre)
- 2018 : Mil hent - Mille chemins
- 2021 : Stur an Avel (le gouvernail du vent)
- 2022 : Ur mor a zaeloù (une mer de larmes)

### Albums en concert
- 2002 : Live holl a-gevret
- 2016 : A-unvan gant ar stered - In unison with the stars
- 2020 : Trañs (Denez Teknoz Projekt)

## Publications
- 2019 : Kañv (recueil de poèmes), éditions Skol Vreizh
- 2020 : Ôwen et les Sept Cauchemars (roman-jeunesse co-écrit avec Stéphanie Prigent), éditions Ouest-France
- 2020 : 100 blagues bigoudènes et léonardes dont une gratuite (illustré par Nono), éditions Ouest-France
- 2020 : Arbres et forêts de Bretagne (illustrations du beau-livre), éditions Ouest-France
- 2021 : Fablennoù La Fontaine (livre-audio des fables de La Fontaine traduites en breton par Paotr Treoure)
- 2022 : Ôwen et la Fleur-Lumière (roman-jeunesse), éditions Ouest-France

## Médias

### Participations

#### Albums
- 1995 : Dao Dezi - EMI (Hébrides, Ti Eliz Iza et An tri breur)
- 1998 : Excalibur, la légende des Celtes d'Alan Simon - Sony (Davet ar Baradoz)
- 2017 : Breizh an Ankou : La Bretagne de l'Ankou - Jean-Charles Guichen (An Dourdu)
- 2019 : All - Yann Tiersen (Gwennilied)

#### Bandes originales
- 2002 : La Chute du faucon noir de Ridley Scott (Gortoz a ran avec Lisa Gerrard, issu de l'album Irvi)[39]
- 2002 : L'Odyssée de l'espèce, documentaire de Jacques Malaterre - Universal (Denez Prigent co-compose Au bout du monde et Migration avec Yvan Cassar)
- 2004 : Lancastria, histoire d'un naufrage confidentiel, documentaire - Atlantic Télévision (Gortoz a ran avec Lisa Gerrard)
- 2005 : Beyond the Classroom, film éducatif sur les bienfaits d'une alimentation équilibrée destinée aux enfants de l'Afrique du Sud (utilisation à titre gracieux de Gortoz a ran avec Lisa Gerrard Kasigo TV (diffusion Afrique du Sud, Namibie, Botswana, Swaziland et Lesotho)
- 2005 : The colonization of Congo documentaire historique - Final Cut Production (Danemark) (utilisation de Gortoz a ran avec Lisa Gerrard)
- 2006 : Maquilas, court-métrage sur les conditions de vie dans les usines de textile des pays du tiers-monde dont les acteurs sont des enfants de 12 ans (utilisation à titre gracieux de Gortoz a ran avec Lisa Gerrard) Ies Son Pacs
- 2012 : Les Seigneurs d'Olivier Dahan (Gortoz a ran avec Lisa Gerrard)
- 2016 : série-documentaire canadienne en trois épisodes Nature Adventure (Gortoz a ran avec Lisa Gerrard)
- 2016 : 269e épisode de la série d'animation South Park saison 20 (Gortoz a ran avec Lisa Gerrard)
- 2019 : saison 10 épisode 7 de la série Hawaï-5-0 (Gortoz a ran avec Lisa Gerrard)

#### Événements
France :
- 1992, 1998, 2003 : Les Transmusicales de Rennes
- 1992 : Pop Komm (Allemagne)
- 1992 : Festival Musiques métisses (Angoulême)
- 1993, 1999, 2000, 2005 : Scène Nationale Le Quartz (Brest)
- 1994 : Concert de soutien pour la reconstruction du Parlement de Bretagne (Rennes)
- 1994, 1998, 2006 : Festival Mitte Europa (Allemagne)
- 1993 : Casino de Paris
- 1993, 1994, 1998, 1999, 2001 : Festival Les Tombées de la Nuit (Rennes)
- 1994 : Printemps de Bourges
- 1994 : Festival de Jazz de Montreux (Suisse)
- 1994 : Coup de cœur francophone - (Montréal)
- 1995 : Euromusica - Açores (Portugal)
- 1998, 2005, 2007, 2010 : Festival Celtomania (Nantes)
- 1998 : Exposition Internationale - Lisbonne (Portugal)
- 1998, 2003, 2005 et 2011 : Festival interceltique de Lorient
- 1998, 2015 : Jeudis du Port (Brest)
- 1999 : La Cigale (Paris)[26]
- 1999 : Festival Art Rock (Saint-Brieuc)
- 1999 : Les Francofolies (La Rochelle)
- 1999, 2001, 2016[108]: Festival des Vieilles Charrues (Carhaix)
- 1999 : Festival de la Côte d'Opale (Boulogne-sur-Mer)
- 1999 : Festival "Le Havre 99"
- 2000 : Le Bataclan (Paris)
- 2000 : Exposition Internationale (Hanovre-Allemagne)
- 2000, 2002, 2004, 2006, 2010 : Festival de la Saint-Loup (Guingamp)
- 2000 : Festival "Le F’lac" (Aix-les-Bains)
- 2000 : Festival de Saint-Nolff
- 2000, 2003 : Théâtre National de Bretagne (Rennes)
- 2001 : Festival du bout du monde (Crozon)
- 2001, 2002, 2005, 2007, 2010, 2014 : Festival de Cornouaille (Quimper)
- 2003 : Nuit Celtique au Stade de France (Paris)[109]
- 2004 : 4e Nuit Interceltique de Vienne au Théâtre antique de Vienne[110].
- 2004, 2005 : Celtica au Stade de la Beaujoire (Nantes)
- 2004 : Théâtre de la Ville de Paris
- 2004 : Scène Nationale Le Fanal (Saint-Nazaire)
- 2004, 2009 : Festival Kann Al Loar (Landerneau)
- 2005, 2015 : Festival du Chant de Marin (Paimpol)
- 2005 : Théâtre de Plein Air (Saint-Gilles - La Réunion)
- 2005 : Théâtre Luc Donat (Le Tampon - La Réunion)
- 2005 : Le Palaxa (Saint-Denis - La Réunion)
- 2005 : Saint-Patrick à Bercy
- 2005, 2011 : Festival Het Lindeboom (Loon Plage)
- 2006, 2008, 2012, 2015 : Scène Nationale La Passerelle (Saint-Brieuc)
- 2006 : Festival du Vent (Calvi)
- 2007, 2011 : La Carène (Brest)
- 2008 : Nuit Interceltique au Stade de la route de Lorient (Rennes)
- 2004, 2008 : 7e Nuit Interceltique de Vienne au Théâtre antique de Vienne[111].
- 2008 : Scène Nationale L'Equinoxe (Châteauroux)
- 2009 : Scène Nationale Théâtre Anne de Bretagne (Vannes)
- 2009 : C.L.C. du Guilvinec
- 2010, 2013 : Un Automne Autrement (Quiberon)
- 2012 : Eurofonik (Nantes)
- 2013 : Festival Musiques aux Etoiles (Locronan)
- 2014 : Espace Glenmor (Carhaix)
- 2015 : Festival "Les Suds" de Arles (Maison Solvay) - Salin-de-Giraud
- 2015 : Espace Athéna - Auray
- 2016 : "L'Alhambra" - Paris
- 2016 : Centre Culturel "Les Arcs" - Quéven
- 2016 : Salle des Musiques Actuelles "La Citrouille" - Saint-Brieuc

Hors de France :
- 1991 : Festival "Eastedvod" - Aberyswith (Pays de Galles)
- 1992 : Festival "Voice of Asia" - Alma Ata (Kazhakstan)
- 1993 : Festival "Pop Komm" - Cologne (Allemagne)
- 1993 : "Dni Kultury Francuskiej" - Poznan (Pologne)
- 1994 : Festival "Coup de cœur francophone" - Montréal (Québec)
- 1994 : "Festival de Jazz de Montreux" - Montreux (Suisse)
- 1994 : "Semaine de la Chanson" - Berlin (Allemagne)
- 1994 : Festival "Mitte Europa" (République Tchèque)
- 1994 : Festival cultural francez la sibiu - Sibiu (Roumanie)
- 1994 : Festival "Voices !" - Innsbruck (Autriche)
- 1994 : Tollwood Festival - Munich (Allemagne)
- 1995 : "Euro-Music" - Açores (Portugal)
- 1998 : "Paléo Festival" - Nyon (Suisse)
- 1998 : Exposition Internationale - Lisbonne (Portugal)
- 1998 : Festival "Mitte Europa" (Allemagne)
- 2000 : Exposition Internationale - Hanovres (Allemagne)
- 2004 : "Stimmen Festival" - Stimmen (Allemagne)
- 2004 : Festival "Celtic Connexion" - Glasgow (Ecosse)
- 2005 : Les Trans en Chine - Parc de Chaoyang Pékin (Chine)
- 2005 : "Vestfold Festspillene " - Tonsberg (Norvège)
- 2006 : Festival "Mitte Europa" (Allemagne)
- 2007 : Théâtre Rozrywki (Pologne)
- 2009 : Espacio Cultural CajaCanarias Ténérife (Iles Canaries-Espagne)
- 2010 : La Halle au Château Délémont (Suisse)
- 2014 : Festival de Corbeyrier - Corbeyrier (Suisse)

### Films et documentaires
- 1993 : Trois voix pour un chant : la Gwerz d'Alain Gallet, Lazennec Productions - France 3
- 1993 : Megamix - Arte
- 1993 : Macadam - Arte
- 1993 : En flânant avec Roger Gicquel - France 3 National
- 1994 : La mémoire des terres - Nestor Productions
- 1994 : Entr'acte - France 3 National
- 1995 : Blues made in France - Yves de Perity Productions
- 1996 : Festival Interceltique : un jour, une nuit - Puma Productions
- 1996 : Euroclic - Arte
- 1998 : Trax - Arte
- 2000 : 20 ans de Trans - Morgane Production
- 2000 : Génération Breizh - Morgane Production
- 2000 : Denez Prigent, la tradition moderne film de Daniel Kupferstein - Mezzo
- 2000 : Armorick 'n Roll - Morgane Production - TV Breizh
- 2001 : Les Vieilles Charrues ont dix ans - Morgane Production
- 2003 : La Nuit Celtique - TV Breizh
- 2005 : Denez Prigent et X Makeena en Chine - TV Rennes
- 2009 : Portrait du littoral : Denez Prigent - Thalassa (France 3 National)
- 2011 : Son da zont - France 3 Ouest
- 2015 : Bretagne : un drapeau, deux couleurs, de Didier Boussard et Jean-Etienne Frère - Bleu Iroise / France Télévisions
- 2017 : Le bon air marin, par Bernadette Bourvon - Aligal Production / France Télévisions
- 2018 : Denez, le chant magnétique, par Laurent Jézéquel et Gilbert Carsouxt - Mille et Une Films / France Télévisions

## Décorations
- Ordre de l'Hermine en 2021[112].